# Landwassertunnel (Strasse)
Der Landwassertunnel ist ein 2740 m langer Strassentunnel, der die Ortsteile Davos Wiesen und Davos Monstein miteinander verbindet.
Er ist Teil der Hauptstrasse 417. Bis 1974 führte der Strassenverkehr ausschliesslich über die im Winter oft lawinengefährdete Strasse im Grund der Zügenschlucht dem namengebenden Fluss Landwasser entlang. Daher wurde in diesem Bereich bei Bedarf durch die parallel führende Rhätische Bahn Autoverladung angeboten.
Obschon nur etwa ein Zwölftel so lang, ist der fünf Kilometer entfernte Landwassertunnel der Rhätischen Bahn nebst dem Landwasserviadukt erheblich bekannter.

## Weblink
- Tunnelinfos mit Bild auf der Internationale Datenbank für Ingenieurbauwerke.